# Pontestura
Pontestura (piemontiul: Pont da Stura) település Olaszországban, Piemont régióban, Alessandria megyében. Lakosainak száma 1321 fő (2023. január 1.). Pontestura Camino, Casale Monferrato, Cereseto, Coniolo, Ozzano Monferrato, Solonghello, Morano sul Po és Serralunga di Crea községekkel határos.

## Népesség
A település lakossága az elmúlt években az alábbi módon változott:
| Lakosok száma | 1459 | 1439 | 1321 |
|               | 2017 | 2018 | 2023 |